# Vittus Mikaelsen
Rasmus Vittus Maaru Kristian Imãka Nekodemus Mikaelsen (* 12. Juli 1951 in Isertoq; † 9. August 2017) war ein grönländischer Politiker (Siumut).

## Leben
Vittus Mikaelsen war der Sohn des Jägers Thimothæus Efraim Arĸátangneĸ Mikaelsen (1925–1991) und seiner Frau Helga Thala Âtsivaĸ Silpa Ujarneq (1926–1955). Er heiratete am 30. März 1971 die Gesundheitshelferin Debo Mukaq Kristiane Dora (* 1953). Seine Söhne Dines Mikaelsen (* 1977) und Gerth Mikaelsen (* 1979) sind ebenfalls Politiker.
Er wurde als Jäger erzogen. Von 1986 bis 1988 ließ er sich zum Dorfmechaniker ausbilden. Bereits seit 1983 war er Kraftwerksverwalter in Isertoq und dann von 1987 bis 1989 in Kuummiit. Anschließend verwaltete er für drei Jahre von Tasiilaq aus alle Dorfkraftwerke im Distrikt. Anschließend wurde er hauptberuflich Jäger. Ab 1993 war er Aufsichtsratsmitglied bei KNAPK.
1967 begann Vittus Mikaelsen sich in verschiedenen Vereinen zu engagieren. 1971 wurde er in den Kirchengemeinderat in Isertoq gewählt und anschließend bei der Kommunalwahl 1975 in den Dorfrat. Bei der Kommunalwahl 1979 kandidierte er für die Siumut für den Rat der Gemeinde Ammassalik und wurde für eine Legislaturperiode bis 1983 gewählt. Anschließend kandidierte er bei der Parlamentswahl 1983, aber wurde nicht gewählt. Bei der Wahl 1984 kandidierte er nur als Erster Stellvertreter von Anders Andreassen. Anschließend wechselte er zur neugegründeten Issittup Partiia und kandidierte erfolglos für diese bei der Parlamentswahl 1987.
Das nächste Mal trat er erst bei der Kommunalwahl 1993 wieder an, wurde wieder für die Siumut gewählt und anschließend zum 1. Vizebürgermeister ernannt. Bei der Parlamentswahl 1995 scheiterte er erneut. Bei der Kommunalwahl 1997 wurde er Bürgermeister der Gemeinde Ammassalik. Bei der Parlamentswahl 1999 konnte er erstmals einen Platz im Inatsisartut erlangen. 2001 wurde er als Bürgermeister wiedergewählt. Bei der Parlamentswahl 2002 konnte er seinen Sitz nicht verteidigen und schied aus dem Inatsisartut aus. 2005 wurde er erneut zum Bürgermeister gewählt und im selben Jahr bei der Parlamentswahl 2005 auch wieder ins Inatsisartut gewählt.
Bei der Kommunalwahl 2008 bewarb er sich für einen Sitz im Kommunalrat der neugegründeten Kommuneqarfik Sermersooq und wurde gewählt. Bei der Parlamentswahl 2009 konnte er nicht mehr genügend Stimmen erzielen und schied erneut aus dem Inatsisartut aus. Bei der Parlamentswahl 2013 konnte er den siebten Nachrückerplatz der Siumut erreichen und gelangte von diesem aus von Mai bis Juni 2014 für vier Wochen ins Parlament. Bei der Kommunalwahl im selben Jahr wurde er erneut in den Kommunalrat gewählt. Bei der Parlamentswahl 2014 erreichte er nicht mehr genügend Stimmen für einen Parlamentssitz. Bei der Kommunalwahl 2017 konnte er nicht mehr ausreichend Stimmen sammeln und schied auch aus dem Rat der Kommuneqarfik Sermersooq aus.
Er starb kurz darauf im Alter von 66 Jahren.